# Ba đậu
Ba đậu hay còn gọi bã đậu, mắc vát, cóng khói, cáng khỏi, giang tử, mãnh tử nhân, lão dương tử, ba nhân, mần để, hoắt, phổn, để, đết (danh pháp khoa học: Croton tiglium) là loài thực vật có hoa thuộc họ Đại kích được Carl Linnaeus mô tả khoa học lần đầu năm 1753. Nó là một trong năm mươi vị thuốc cơ bản của Đông y, có xuất xứ từ Tứ Xuyên, Trung Quốc.

## Phân bố
Loài bản địa Ấn Độ (gồm cả Assam), Bangladesh, Bhutan, Campuchia, Đài Loan, Indonesia (Java, quần đảo Sunda Nhỏ, Kalimantan, Maluku, Sulawesi, Sumatra,), Malaysia (bán đảo và Borneo), Maldives, Myanmar, Nepal, Philippines, Sri Lanka, Thái Lan, Trung Quốc (Chiết Giang, Giang Tây, Giang Tô, Hải Nam, Phúc Kiến, Quảng Đông, Quảng Tây, Quý Châu, Tứ Xuyên, Vân Nam), Việt Nam. Du nhập vào Nhật Bản và quần đảo Caroline. Môi trường sống là các khu rừng thưa miền núi, vùng cây bụi trên đất đá vôi; ở cao độ 300–700 m.
Ở Việt Nam, cây ba đậu mọc hoang hoặc được trồng tại nhiều tỉnh miền Bắc, nhất là các tỉnh Hà Giang, Tuyên Quang, Hòa Bình, Bắc Kạn, Thái Nguyên, và các tỉnh miền Trung. Ở Trung Quốc, cây này mọc nhiều tại các tỉnh Tứ Xuyên, Quảng Đông, Quảng Tây, Vân Nam, Quý Châu, Hồ Nam, Hồ Bắc.
Tên gọi ba đậu (chữ Hán: 巴豆) vì hạt của nó giống hạt đậu và xuất xứ từ vùng Ba Thục (Tứ Xuyên, Trung Quốc).

## Hình ảnh

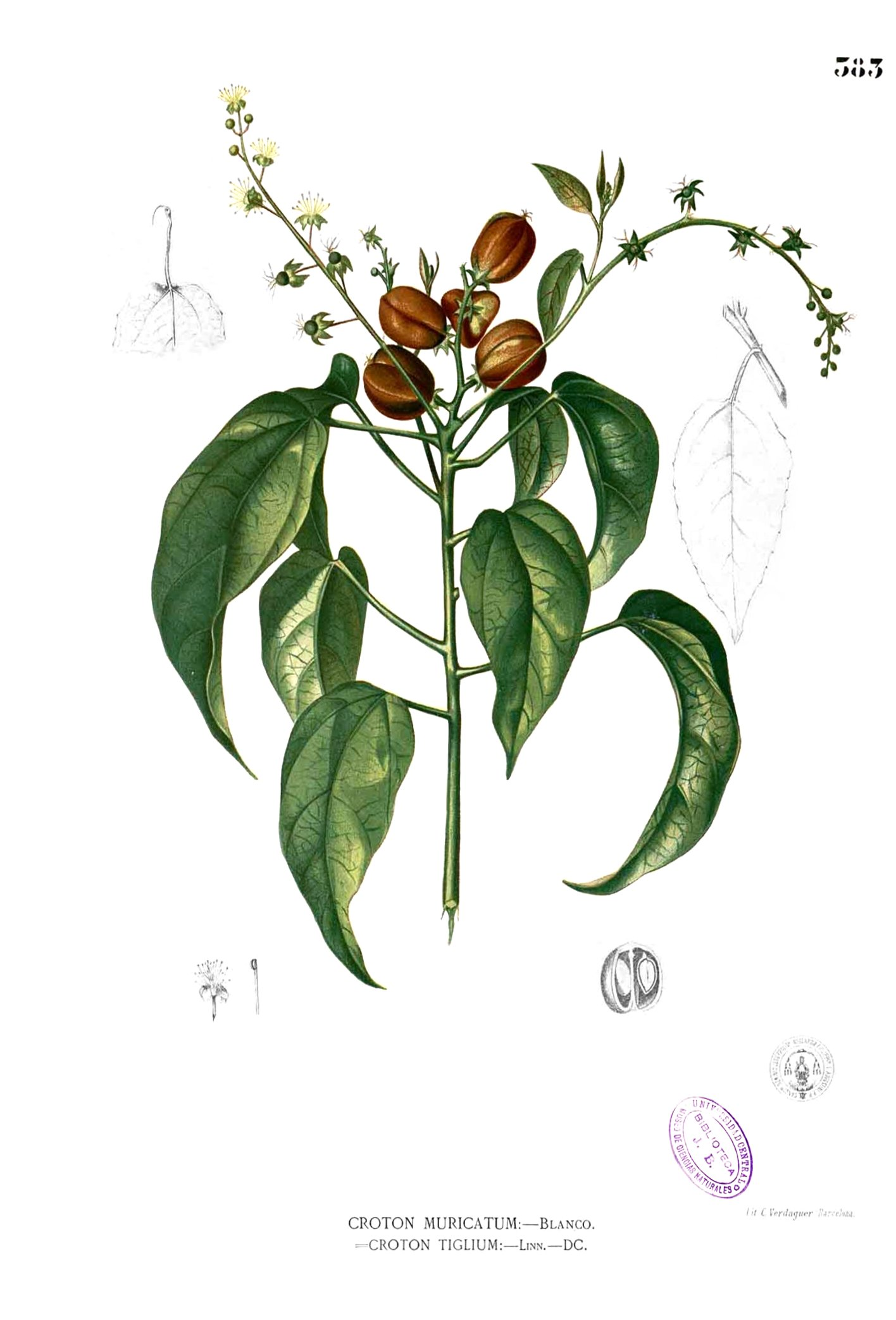
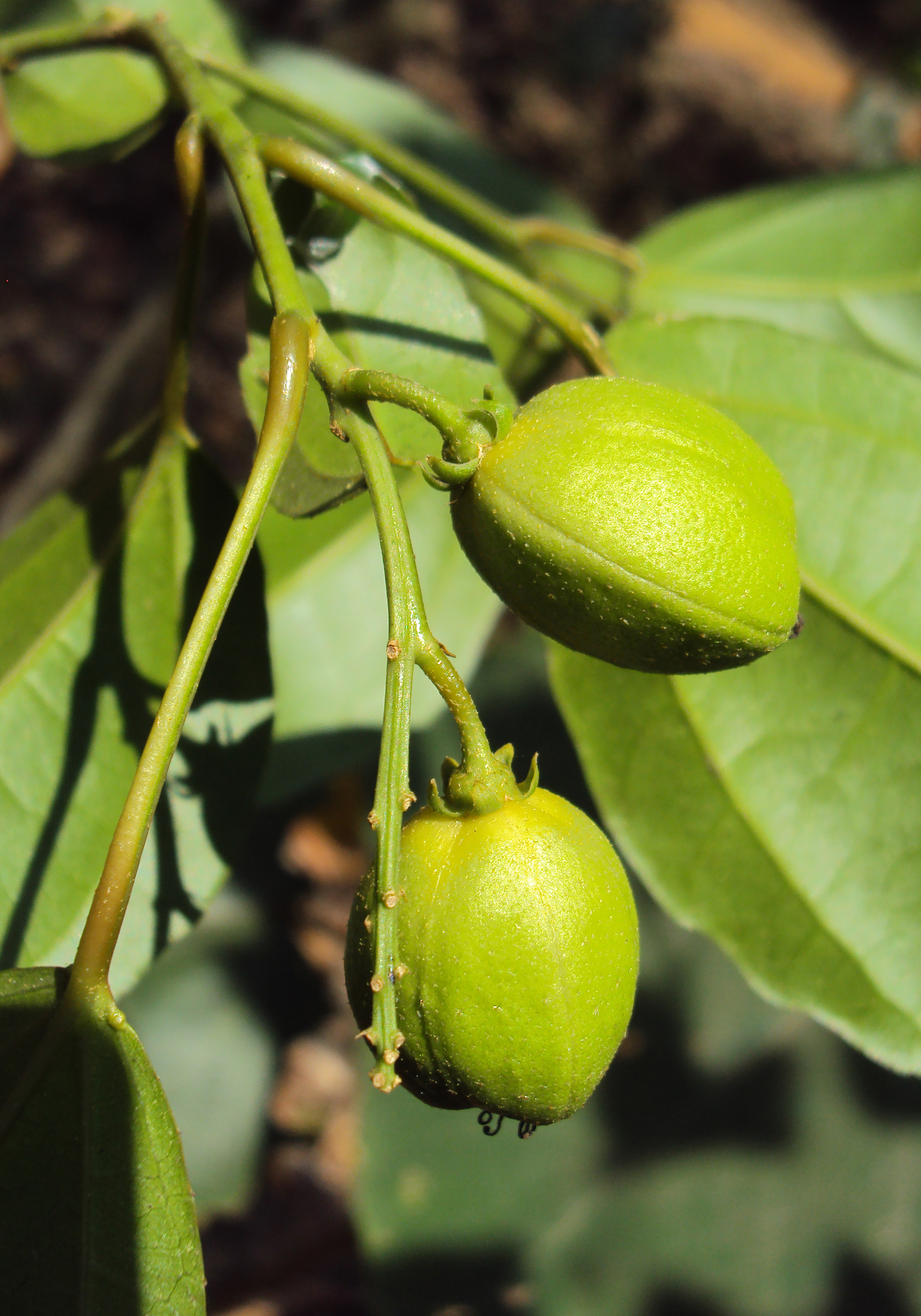
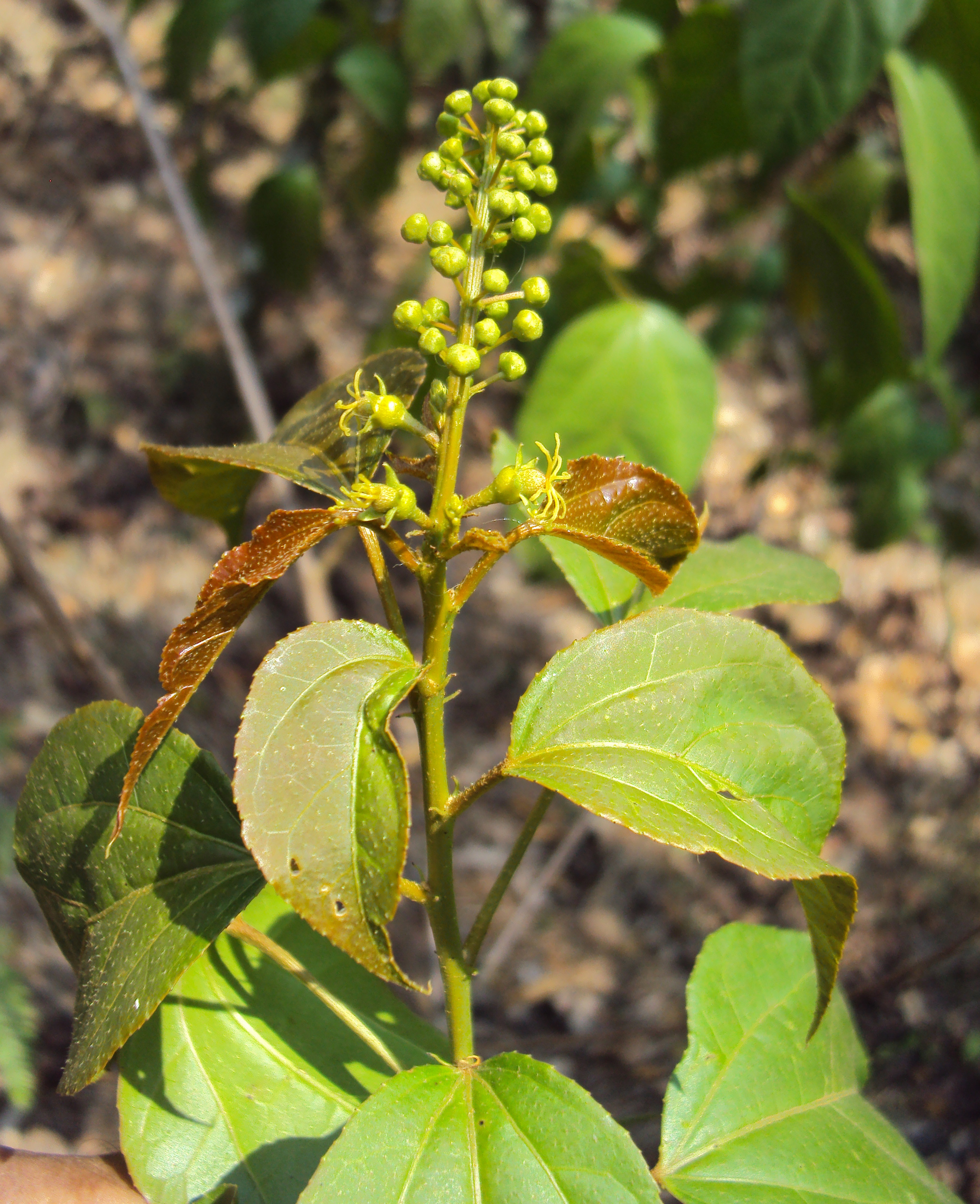
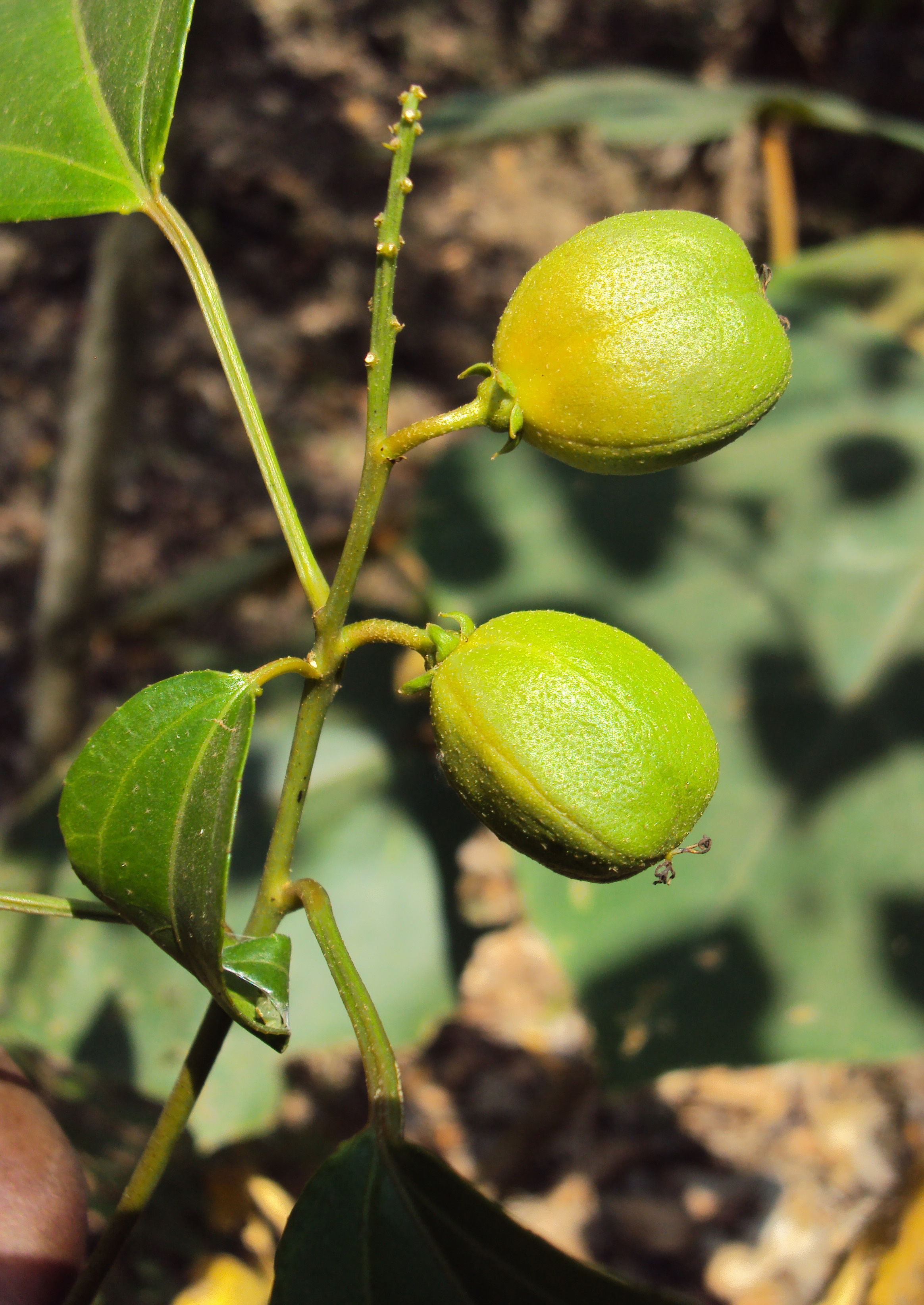

## Đặc điểm
Cao khoảng 3-7 m, cành nhẵn (không có gai và lông). Lá mọc so le, hình trứng, đầu nhọn, mép lá có răng cưa nhỏ; lá dài 6-8 cm, rộng 4–5 cm, cuống lá nhỏ, dài 1–2 cm. Hoa mọc thành chùm (dài 10–20 cm) ở đầu các cành, hoa đực ở đỉnh, cuống hoa nhỏ dài 1-3 mm. Quả nhẵn, màu vàng nhạt, cao 2 cm, khi chín sẽ tách ra thành 3 mảnh vỏ. Hạt hình trứng dài 10 mm, rộng 4–6 mm, vỏ hạt cứng, mờ và có màu nâu xám.

## Công dụng
Hạt dùng chữa hàn tích đình trệ, bụng đầy trướng, táo bón, đại tiện bí kết (tắc nghẽn ruột) ho nhiều đờm loãng, đau tức ngực, bạch hầu và sốt rét.
Rễ dùng trị Thấp khớp dạng thống phong, bọc máu, đòn ngã, rắn cắn.
Lá dùng bên ngoài khi bị phát cước hoặc làm thuốc sát trùng.
Thường dùng hạt dưới hình thức Ba đậu sương nghĩa là hạt Ba đậu đã ép bỏ hết dầu đi, sao vàng mới dùng với liều 0,01-0,05g làm viên hoặc chế cao.
Lại thường dùng phối hợp với nhiều vị thuốc khác. Rễ dùng với liều 3-10g. Lá có thể dùng tươi giã đắp hoặc tán làm bột sát trùng.